# 马杜布尔乌帕齐拉
马杜布尔是孟加拉国的一个乌帕齐拉，位於达卡专区的坦盖尔县。

## 人口
據2011年孟加拉國人口普查，馬杜布爾共有人口296729人，其中男性佔比51.13%，女性48.87%；其7歲以上人口之平均識字率為41.2%（其中男性42.7%、女性39.7%）。